# فروده بارت
فروده بارت (بالنرويجية: Frode Barth)‏ (و. 1968  م) هو موسيقي، وملحن، وعازف جاز، وعازف قيثارة جاز نرويجي، ولد في لورينسكوغ، يستخدم آلات قيثارة.

## التعليم
تعلم في Barratt Due Institute of Music ‏.